# Императорски военноморски флот на Япония
Императорски военноморски флот на Япония (на японски: 大日本帝國海軍, букв. – „Флот на великата Японска империя“) са военноморските сили на Японската империя от 1868 до 1945 г., когато са разпуснати след капитулацията на Япония във Втората световна война. След разпадането им са образувани Морски сили за самоотбрана на Япония.
Японският военноморски флот е третият най-голям в света към 1920 г., след тези на Великобритания и САЩ. Той е подкрепян от ВВС на Императорския флот. Представлява основният опонент на западните Съюзници във войната за Тихия океан.
Произходът на Японските императорски военноморски сили може да се намери сред ранните взаимодействия на Япония с други страни в Азия, започвайки от ранния средновековен период и достигайки връх на активност през 16 и 17 век по време на културния обмен с европейските сили по време на Великите географски открития. След два века стагнация от изолационната политика Сакоку на шогунската власт през периода Едо, японският флот е сравнително изостанал, когато страната е принудена да отвори пазара си по силата на Канагавския договор от 1854 г. Това води до реставрацията Мейджи. След възкачването на императора идва и период на активна модернизация и индустриализация. Историята на успехи на военноморския флот, понякога срещу много по-силни противници (виж Първа китайско-японска война и Руско-японска война), завършва с почти напълно унищожение в последните дни на Втората световна война, основно от американските ВМС.

## История до Втората световна война

### Войни в Азия
- Война Бошин
- Китайско-японска война (1894 – 1895)
- Боксерско въстание

### Руско-японска война и последващи години
Към началото на войната Обединеният флот на Япония разполага с 6 ескадрени броненосеца и 8 броненосни крайцера.
- Битка при Чемулпо – януари 1904 г.
- Унищожаване на броненосците „Хацусе“ и „Яшима“ – май 1904 г.
- Битка в Жълто море – юли 1904 г.
- Битка при Цушима – май 1905 г.

### Първа световна войни и междувоенен период
През 1914 г. е проведен първият в историята успешен въздушен удар при десанта на Циндао. През 1922 г. Япония въвежда в редиците си първия в света кораб, предназначен за ролята на самолетоносач – „Хошо“.
- Вашингтонски морски договор – на Япония е разрешено да има флот от линейни кораби и самолетоносачи в размер до 60% от британската и американската квоти.
- Лондонски морски договор

## Втора световна война
В началото на войната Япония има най-големият флот от самолетоносачи в света (9 самолетоносача срещу 7 американски, от които 4 се намират в Атлантическия океан), но силно отстъпва на САЩ по други кораби (10 линкора срещу 15 американски, от които 9 са в Индийския и Тихия океан). По промишлени възможности Япония безнадеждно изостава от САЩ. Японските линкори от типа „Ямато“ са най-големите по водоизместване в света и в историята. В началото на войната Япония разполага със съвременни палубни изтребители „Зеро“.

### Начална фаза на Тихоокеанската война (1941 – 1942 г.)
| Корабостроене на ВМС на Япония срещу ВМС на САЩ (1937 – 1945 г., в тонове водоизместимост) |             |                 |
| Година                                                                                     | Японски ВМС | Американски ВМС |
| 1937                                                                                       | 45 000      | 75 000          |
| 1938                                                                                       | 40 000      | 80 000          |
| 1939                                                                                       | 35 000      | 70 000          |
| 1940                                                                                       | 50 000      | 50 000          |
| 1941                                                                                       | 180 000     | 130 000         |
| 1942 – 1945                                                                                | 550 000     | 3 200 000       |

#### Удар по Тихоокеанския флот на САЩ
- Нападение над Пърл Харбър – декември 1941 г.

#### Настъпление на Австралия и превземане на остров Цейлон
- Потапяне на линкора „Принц Уелски“ и на линейния крайцер „Рипълс“ – декември 1941 г.; първите в света големи кораби са потопени от авиацията.
- Потапяне на самолетоносача „Хермес“ и на крайцерите „Корнуол“ и „Дорсетшир“ – април 1942 г.
- Настъпление в Нова Гвинея и поражение на японската 5-а самолетоносачна дивизия в битката в Коралово море – май 1942 г.

### Повратна точка в хода на бойните действия (1942 – 1944 г.)

#### Унищожаване на японския 1-ви самолетносачен флот в битката при Мидуей
- Битка при Мидуей – юни 1942 г.
- Битка при Саво – август 1942 г.

#### Отбрана на Нова Гвинея
- Битка при островите Санта Крус – октомври 1942 г.
- Битка при Гуадаканал – ноември 1942 г.

#### Отбрана на Соломоновите острови
- Битка при Командорските острови – март 1943 г.
- Битка при нос Сейнт Джордж – март 1943 г.

#### Отбрана на Марианските острови
- Битка във Филипинско море – унищожаване на японската 2-ра самолетоносачна дивизия, юни 1944 г.
- Битка в залива Лейте – октомври 1944 г.

### Отбрана на метрополията (1945 г.)
- Операция „Тен-Го“ – април 1945 г.
- Унищожаване на основния корабен състав на японските ВМС във Вътрешно японско море – юли 1945 г.

Императорският военноморски флот на Япония е напълно разформирован през 1945 г. През 1954 г. са образувани Морски сили за самоотбрана на Япония.

## Структура
Императорският военноморски флот на Япония е съставен от собствен флот, но разполага и със сухопътни и военновъздушни подразделения:
- Сухопътни войски на Императорския флот на Япония
  - Морска пехота на Императорския флот на Япония
    - Парашутисти на морската пехота на Императорския флот на Япония
- ВВС на Императорския флот на Япония

Подготовката на кадрите се осъществява във Военна академия и Висша военна академия.
Висшият команден орган на ВМС е Генералният щаб на Императорския флот на Япония. С административните дела на флота се занимава Министерството на флота на Япония.